# الکس مینگل
الکس مینگل (انگلیسی: Alex Mingle؛ زادهٔ ۱۹۴۸ (۷۶–۷۷ سال)) بازیکن فوتبال اهل غنا بود.
وی همچنین در تیم ملی فوتبال غنا بازی کرده‌است.